# Унтербергер, Микеланджело
Микеланджело Унтербергер (Унтерпергер) (итал. Michelangelo Unterperger; 11 августа 1695, Кавалезе, провинция Тренто − 27 июня 1758, Вена, Священная Римская империя) — австрийский, итальянский и южнотирольский художник эпохи барокко. педагог, ректор Венской Академии изобразительных искусств (1751—1754 и 1757—1758). Член большой художественной семьи.

## Семья художников Унтербергер
Основоположниками семьи австрийских художников, большей частью работавших в Италии, были Христоф Унтербергер из Тироля — живописец-декоратор, и его брат Франческо. Сыном Христофа был Микеланджело Унтербергер]], родившийся в Италии, где работал его отец. Его младший брат и ученик — живописец Франц Зебальд Унтербергер (1706—1776), учился у Дж. Б. Питтони и работал в Венеции. Христофор Унтербергер (1732—1798) был сыном живописца Йозефа Антона Унтербергера (1703—1743). Брат Христофора — живописец Игнац Унтербергер (1748—1797), сын — Христоф-Йозеф (1776—1846) был художником в Риме. Известны и другие потомки этой знаменитой семьи.

## Биография Микеланджело Унтербергера

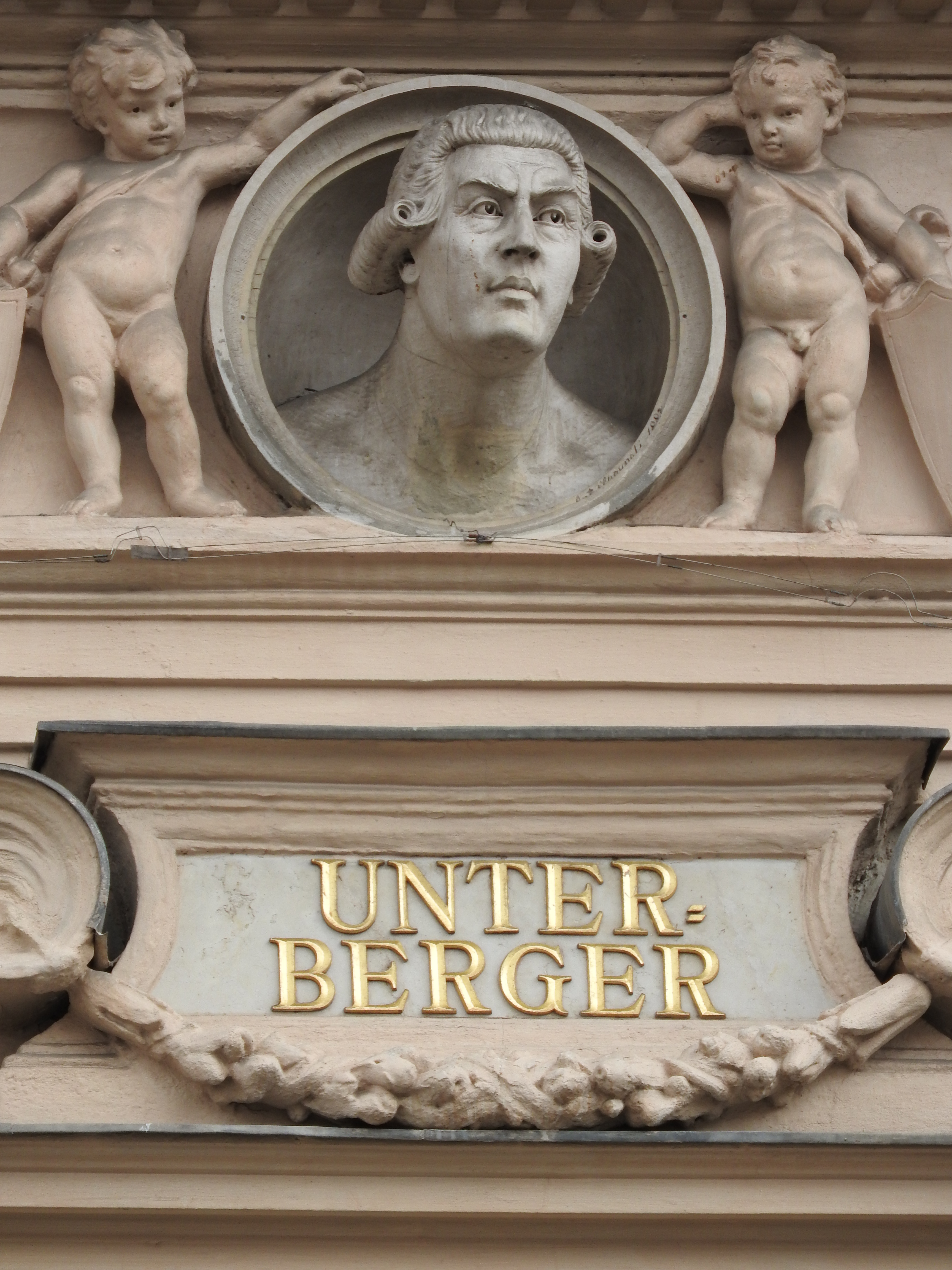
М. Унтербергер. Медальон фриза фасада здания Земельного музея Фердинандеум, Инсбрук

Микеланджело Унтербергер родился на севере Италии, в немецкоязычной области Тренто (часть региона Тироль — Южный Тироль/Альто-Адидже), который соответствовал историческим границам области Тироль. Одарённый юноша получил возможность посещать мастерскую живописца Джузеппе Альберти (1640—1716) в Кавалезе, где также занимался австрийский живописец Пауль Трогер. Затем Микеланджело совершил поездку в Венецию, где работал в мастерских Николы Грасси и Джованни Баттисты Пьяццетты. Позднее художник переехал в Больцано, где украсил городскую ратушу картиной «Суд Соломона», в 1726 году стал гражданином Больцано.
С 1730 года работал над созданием алтарей в различных монастырях и церквях Нижней Баварии (Пассау), австрийского Шердинга и Санкт-Флориан-ам-Инн, нижней долины реки Инн, в соборе Святого Георгия в Тимишоаре (Румыния).
В 1737 году Микеланджело поселился в Вене, где зарекомендовал себя как один из ведущих мастеров алтарных картин, получил ряд заказов от Императорского двора. С 1751 по 1754 год и в 1757—1758 годах был ректором «Императорской придворной академии живописи, скульптуры и архитектуры» (ныне Венская Академия изобразительных искусств). В 1751 году за заслуги императрица Мария Терезия присвоила ему титул «Славного ректора» (Rector Magnificus).
Последние годы своей жизни художник провёл в Вене и её окрестностях, где создал, среди прочего, запрестольный образ Собор Святого Стефанасобора Святого Стефана в Вене. Среди его известных учеников был Мартин Кноллер. В 1899 году его именем названа улица Унтербергергассе в Вене-Бригиттенау (20-й округ).

## Галерея

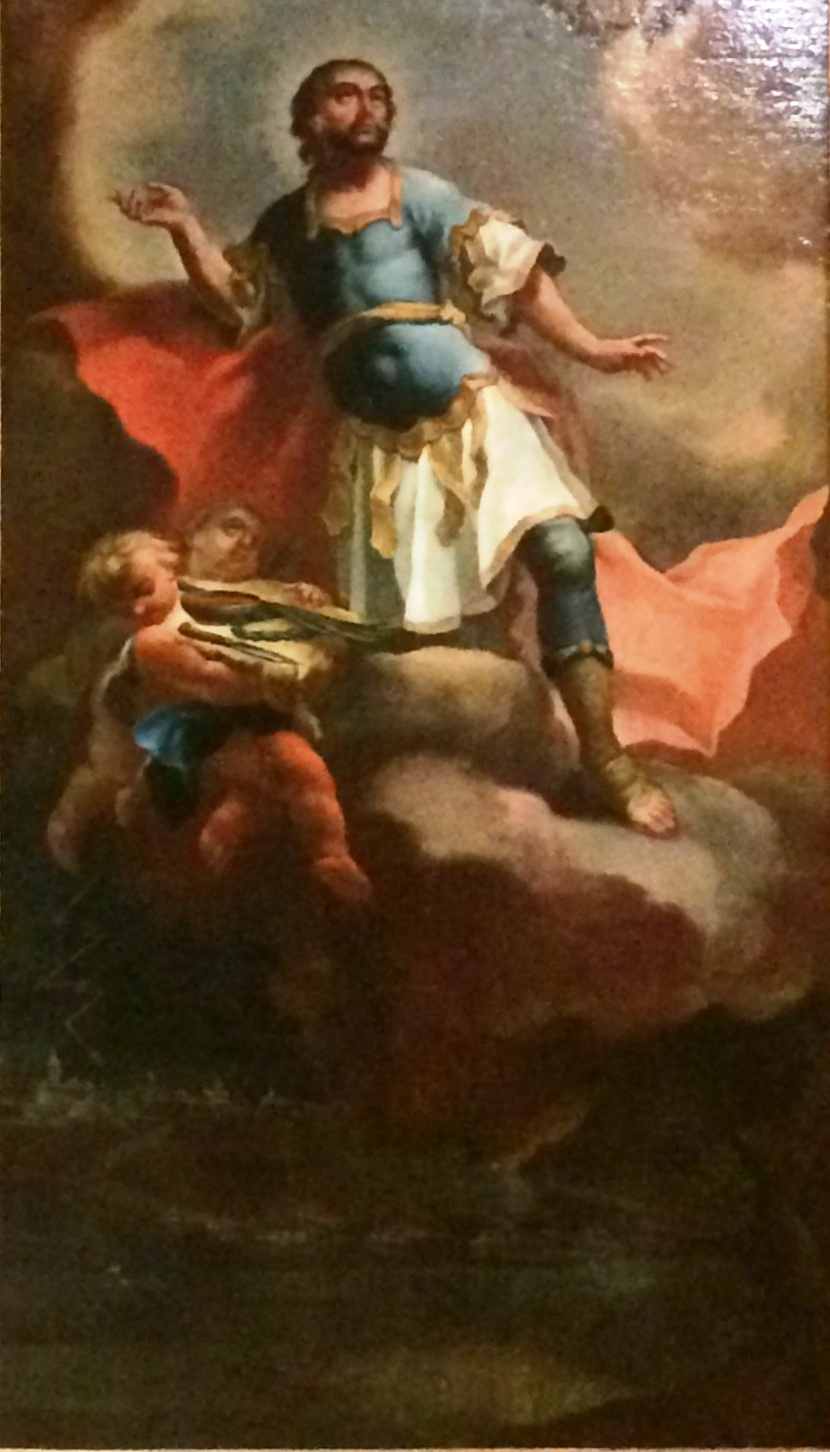
Святой Донат. 1755. Церковь Матиаса, Будапешт
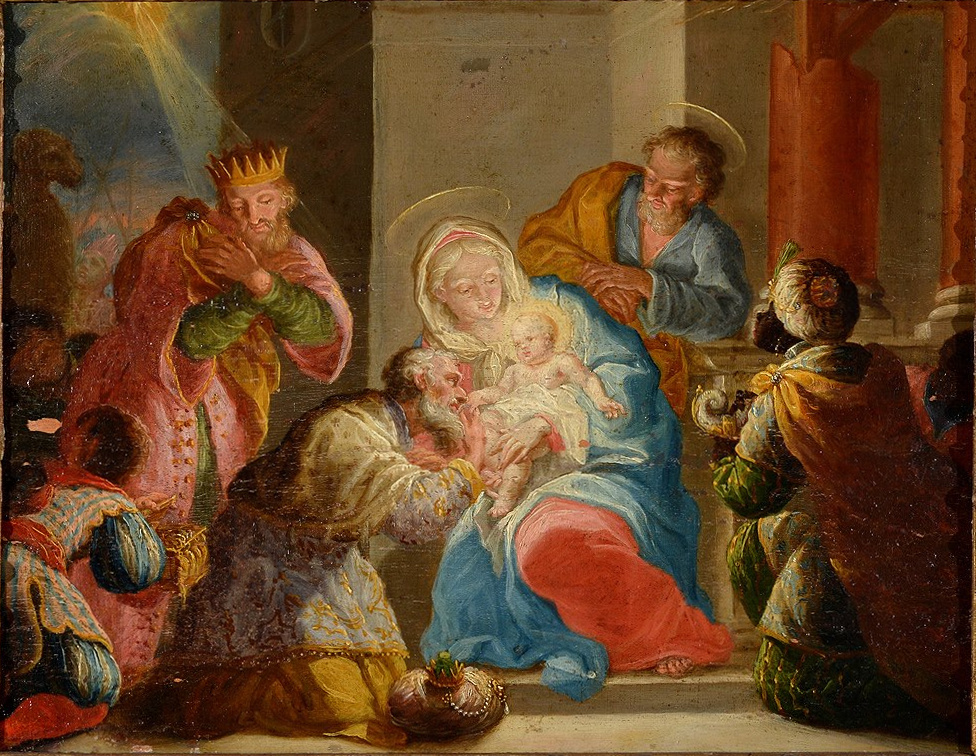
Поклонение трёх королей. 1758. Дерево, масло. Национальная галерея Словении, Любляна
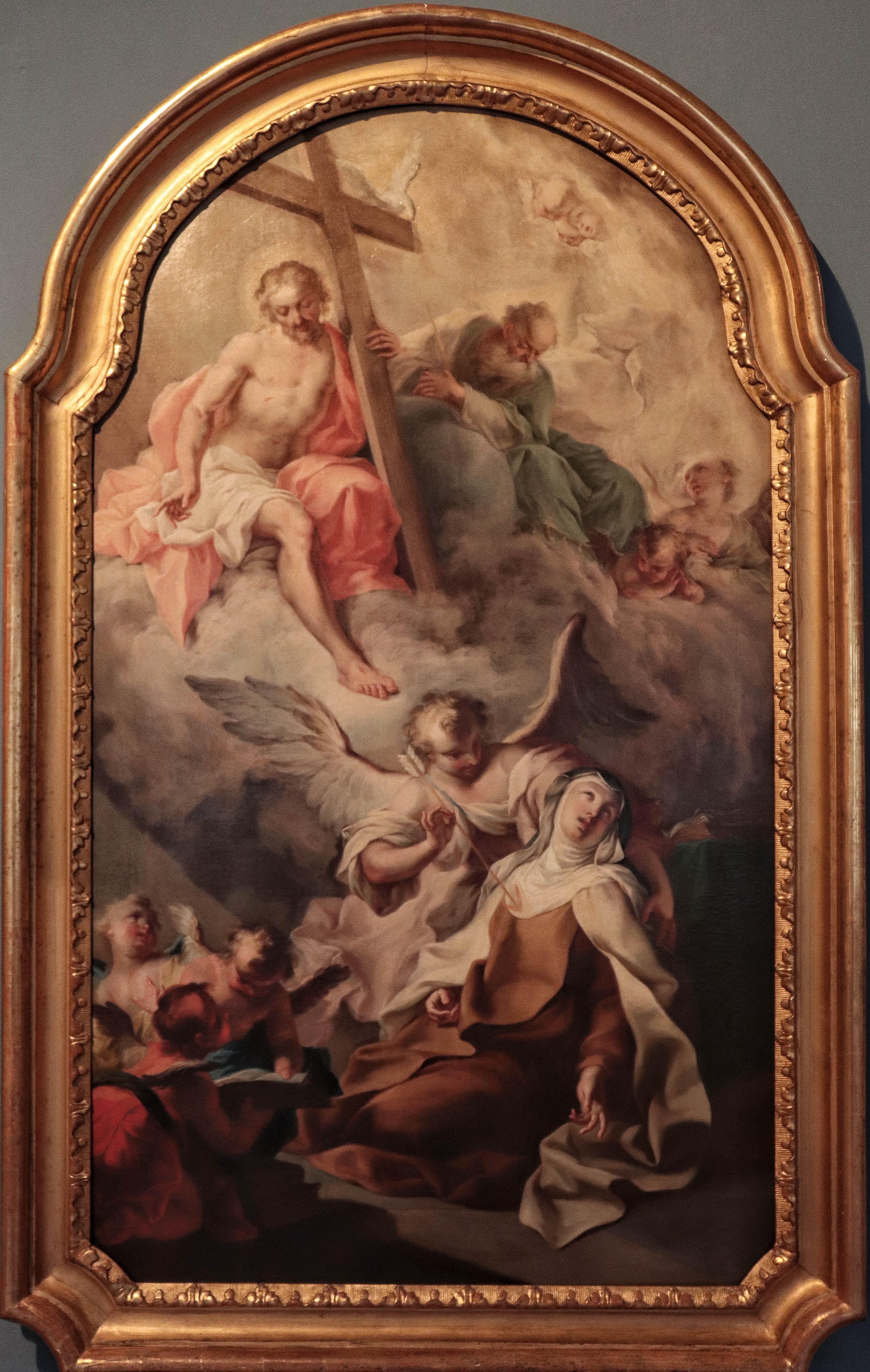
Экстаз Святой Терезы Авильской. Ок. 1745. Холст, масло. Епархиальный музей, Тренто
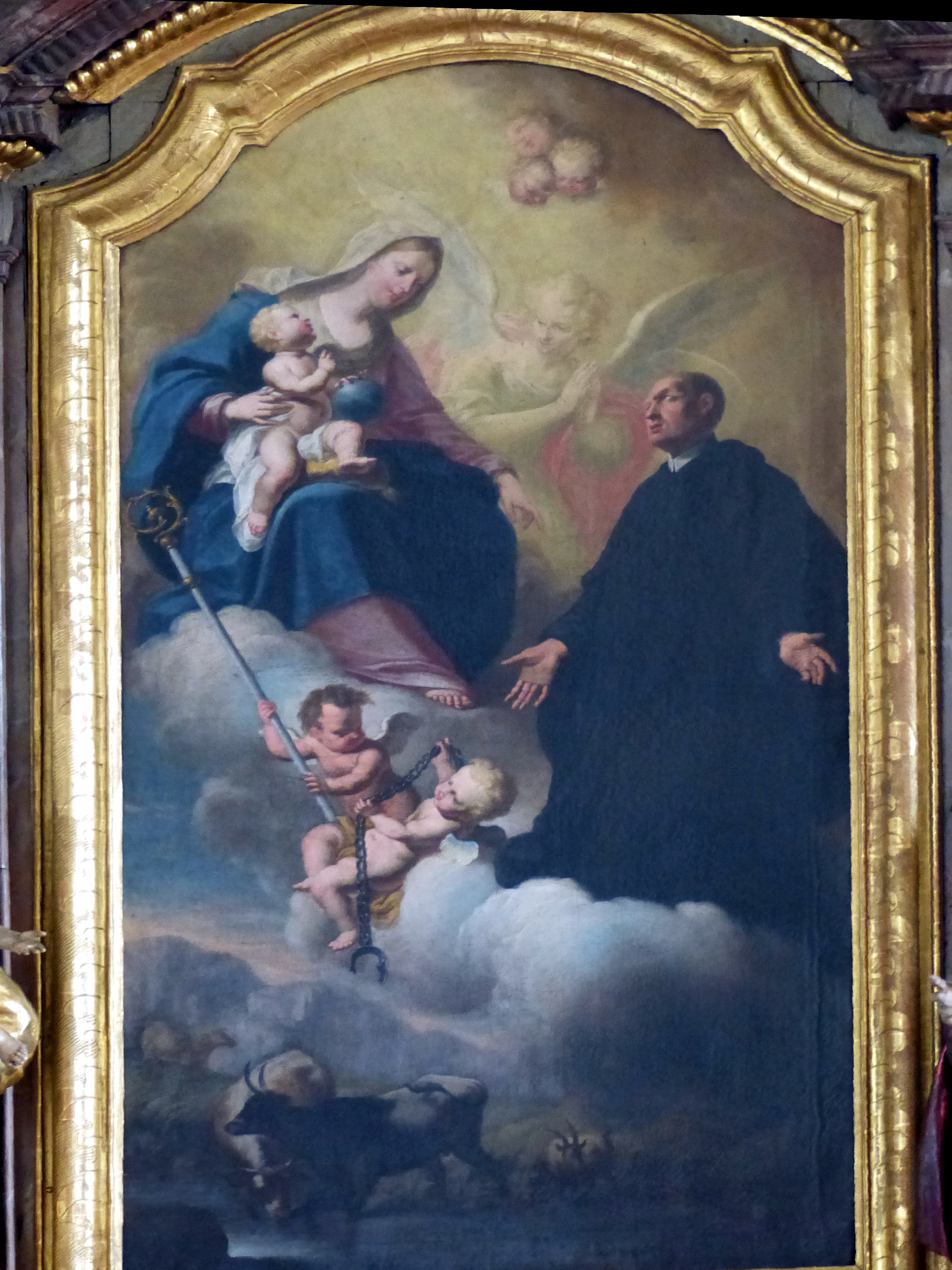
Алтарь Леонарда. 1735. Церковь Святого Флориана, Санкт-Флориан-ам-Инн (Верхняя Австрия)
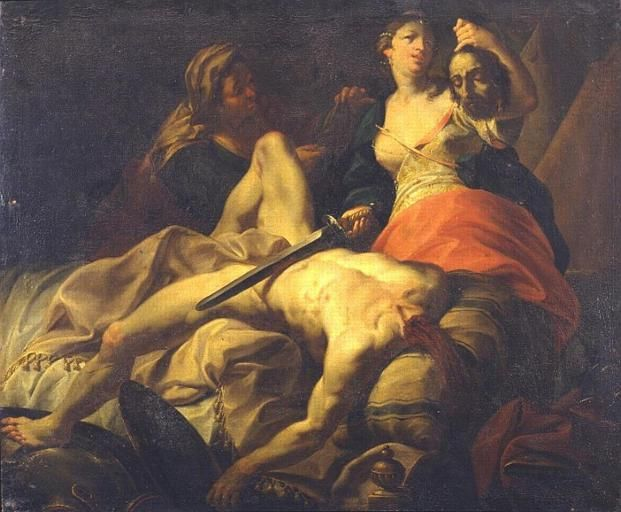
Юдифь и Олоферн